# Тайсэй
Тайсэй (大成, 1247 — 1309) — легендарный король островного государства Рюкю из династии Эйсо. Его отцом был король Эйсо, а его сыном — король Эйдзи.
Тайсэй и его сын Эйдзи успешно продолжали политику своего предка. К этому времени король теряет поддержку своих чиновников, многие адзи перестали подчиняться его власти. Администрация пришло в упадок. Ослабление центральной власти, прекращение выплаты дани в конечном итоге привели к разделу острова на три враждующих королевства. Начинается период трех королевств — Сандзан.

## Источник
- Е. В. Пустовойт. История королевство Рюкю (с древнейших времен до его ликвидации) — Владивосток, Русский остров; 2008—129 стр. илл.